# Чудесна Жена (филм)
Чудесна Жена (енгл. Wonder Woman) је амерички научнофантастични суперхеројски филм из 2017. године, редитељке Пети Џенкинс, док сценарио потписује Алан Хајнберг по сопственој филмској причи уз помоћ Зака Снајдера и Џејсона Фучса на основу стрипа Чудесна жена аутора Вилијама Молтон Марстона. Продуценти филма су Чарлс Ровен, Дебора Снајдер, Зак Снајдер и Ричард Сакли. Ово је четврти наставак у серији филмова из Ди-Сијевог проширеног универзума. Музику је компоновао Руперт Грегсон-Вилијамс.
Насловну улогу тумачи Гал Гадот као Чудесна Жена, док су у осталим улогама Крис Пајн, Робин Рајт, Дени Хјустон, Дејвид Тјулис, Кони Нилсен и Елена Анаја. У филму, Дајана, принцеза Амазонки, покушава да оконча Први светски рат, верујући да је сукоб започео дугогодишњи непријатељ Амазонки, Арес, након што се амерички пилот и шпијун Стив Тревор срушио на њиховом острву Темискира и о томе је обавестио.
Развој филма о Чудесној Жени је почео 1996. године, са Иваном Рајтманом као продуцентом и могућим сценаристом. Развој је прекинут и није настављен годинама касније; Џон Коен, Тод Алкот и Џос Видон су, између осталих, били прикључени пројекту у разним фазама. Warner Bros. је најавио филм 2010. и Џенкинсова је потписала за режију 2015. године. Филм је инспирисан причама о Чудесној Жени из 1940-их, као и 1980-их. Снимање је почело 21. новембра 2015, а завршено је 6. маја 2016. године, док је филм сниман у Уједињеном Краљевству, Француској и Италији. Додатне сцене су снимљене у новембру 2016. године.
Филм је премијерно приказан 15. маја 2017. у Шангају, док је у америчким биоскопима реализован 2. јуна исте године, у 4Д, РеалД 3Д и ИМАКС 3Д форматима. Добио је позитивне критике од стране критичара, који су нарочито похвалили режију, глуму, визуелне ефекте, акционе сцене и музику. Зарадио је преко 822 милиона долара широм света, што га чини десетим најуспешнијим филмом из 2017. године. Амерички филмски институт га је сврстао међу десет најбољих филмова из 2017, а филм је освојио награду Хуго за најбољу драмску презентацију 2018. године. Наставак, Чудесна жена 1984, премијерно је приказан 2020. године.

## Радња
У данашњем Паризу, Дајана Принс добија избледелу фотографију на којој се налази са још четворицом мушкараца насталу током Првог светског рата што је наводи да се сети своје прошлости. Кћи краљице Хиполите и бога Зевса, Дајана је одрастала на скривеном острву Амазонки, Темискрији. Хиполита објашњава Дајани њихово порекло, да су створене од стране богова како би заштитиле човечанство од манипулирања бога Ареса који је постао љубоморан на људе, због чега их тера у ратове. Када су остали богови покушали да спрече Ареса, он их је побио све изузев Зевса који га је натерао на повлачење. Пре своје смрти, Зевс је оставио Амазонкама оружје, мач убицу богова да би спремио Амазонке за Аресов повратак. Хиполита нерадо пристаје на ћеркино убеђивање да тренира заједно са Хиполитином сестром, генералком Антиопом.
Током 1918. године, млада Дајана спасава пилота авијације Сједињених Држава, Стива Тревора након што се његов авион сруши недалеко од обала Темискрије. Тревора прате немачки војници након чега уследи сукоб између војника и Амазонки у ком Антиопа трагично настрада. Признајући све ласу Хестије, Тревор открива да између људи тренутно влада сукоб невиђених размера. Даље открива да је као британски шпијун у немачким редовима украо бележницу докторке Изабел Мару, која покушава да синтетише бојни отров отпоран на гас маске за генерала Ериха Лудендорфа. Верујући да иза сукоба стоји Арес, Дајана узима Зевсов мач, ласо истине и свој штит и одлази са Тревором упркос мајчином противљењу.
У Лондону, они достављају бележницу врховној комадни Уједињеног Краљевства где сер Патрик Морган покушава да уговори примирје са Немцима. Дајана преводи Маруину бележницу и открива да се Немци надају синтетисању и пуштању гаса како би преокренули ток рата. Врховна команда наређује Тревору да одступи, али он одбија наређење и заједно са Дајаном регрутује мароканског шпијуна Самира, Шкота снајперисту Чарлија и Индијанца, поглавицу Напија са циљем да им помогну пребацивање на западни фронт. Група стиже у Белгију где се пробија кроз ничију земљу до непријатељских линија и ослобађа села која су окупирали Немци. Током кратке прославе ослобођења, локални фотограф слика петорку. Дајана и Стив се заљубљују једно у друго.
Тим сазнаје за забаву коју организује немачка врховна команда. Појединачно, Стив и Дајана се убацују на журку са различитим циљевима: Тревор да уништи гас, а Принс да убије Лудендорфа. Тревор зауставља Дајану не желећи да ризикује мисију, али Лудендорф пушта гас на суседно село и убија све становнике. Кривећи Стива, Дајана прати Лудендорфа до базе где се гас укрцава у бомбардер и убија га. Збуњена што рат није престао, Дајана схвата да Лудендорф није Арес.
Сер Патрик се открива као прави Арес. Он говори Дајани колико је мало потребно да би се људи завели на рат. Арес уништава Дајанин мач и говори јој да је као кћер Зевса и Хиполите она заправо убица богова. Он не успева да је убеди на уништење човечанства како би направио рај на Земљи. Током борбе богова, Треворов тим уништава Маруину лабораторију. Тревор отима авион са отровом и одлеће довољно високо да отров не може нашкодити људима након чега разноси авион у ком је. Арес покуша да усмери Дајанин гнев како би убила Мару, али успомене проживљене са Стивом убеђују је да има доброга у људима. Она поштеди докторку Мару и преусмери Аресову муњу на њега што њега убије. Касније, тим прославља завршетак рата.
У садашњости, Дајана шаље електронску поруку Брусу Вејну где му захваљује на послатој фотографији. Она наставља своју борбу за добробит Земље као Чудесна Жена.

## Улоге
| Глумац        | Улога                       |
| ------------- | --------------------------- |
| Гал Гадот     | Дајана Принс / Чудесна Жена |
| Крис Пајн     | Стив Тревор                 |
| Робин Рајт    | Антиопа                     |
| Дени Хјустон  | генерал Ерих Лудендорф      |
| Дејвид Тјулис | Патрик Морган / Арес        |
| Кони Нилсен   | краљица Хиполита            |
| Јуен Бремнер  | Чарли                       |
| Елена Анаја   | Изабел Мару / др Отров      |
| Саид Тагмауи  | Самир                       |
| Џејмс Козмо   | фелдмаршал Даглас Хејг      |